# Basilica dei Santi Paolino e Donato
La basilica dei Santi Paolino e Donato (nota anche semplicemente col nome di basilica di San Paolino) è una chiesa di Lucca che si trova in via San Paolino. Ha la dignità di basilica minore.

## Storia e descrizione
È l'unica chiesa compiutamente rinascimentale di Lucca, dedicata a 
San Paolino di Antiochia. Costui fu il primo vescovo di Lucca,  inviato da San Pietro nel 46 d.C. ad evangelizzare questi territori, per poi essere martirizzato sotto Domizio Enobardo Nerone imperatore, divenuto successivamente patrono della città e dell'arcidiocesi.
Il culto di San Paolino trae origine dai ritrovamenti dei suoi resti ossei, avvenuto nel 1261 nel cimitero sotterraneo, presso la chiesa paleocristiana di San Giorgio. 
L’edificio chiesastico fu ricostruito nell'XI secolo per essere dedicato ai Ss. Paolino e Antonio; nuovamente ricostruito nel XIV secolo, fu successivamente rinnovato fin dal 1516, su disegno che aveva fatto Baccio da Montelupo, per essere quindi consacrato ai Ss. Paolino e Donato.
L’impianto planimetrico a croce latina: ospita undici altari; si presenta ad aula unica, d’ordine dorico, con volta a botte e cappelle lungo i lati; è dotato di una spaziosa crociera, mentre i bracci del transetto emergono appena rispetto alle dimensioni dell'aula. 
La copertura a cupola non ha, rispetto alle altre, particolare rilevanza in altezza, contribuendo a creare un ambiente spazialmente determinato.
L’agile ed armoniosa facciata a tre ordini, si impone per il suo accentuato verticalismo. Risparmiata dalle soppressioni napoleoniche, conserva in larga parte il suo arredo originale di dipinti e sculture.
Tra questi vi è: "la Vergine con diversi santi, del cavalier Vanni; miracolo di S.Teodoro di Pietro Testa; l'antica tavola rappresentante, in alto, l'incoronazione della Vergine con diversi santi, in basso, sul dinanzi genuflessi un papa e un guerriero con Lucca torrìta nel mezzo, probabilmente attribuita a Giotto; tavola "della quale parla il Vasari nella vita di lui, quantunque la descrizione non corrisponda appuntino".

## Galleria d'immagini

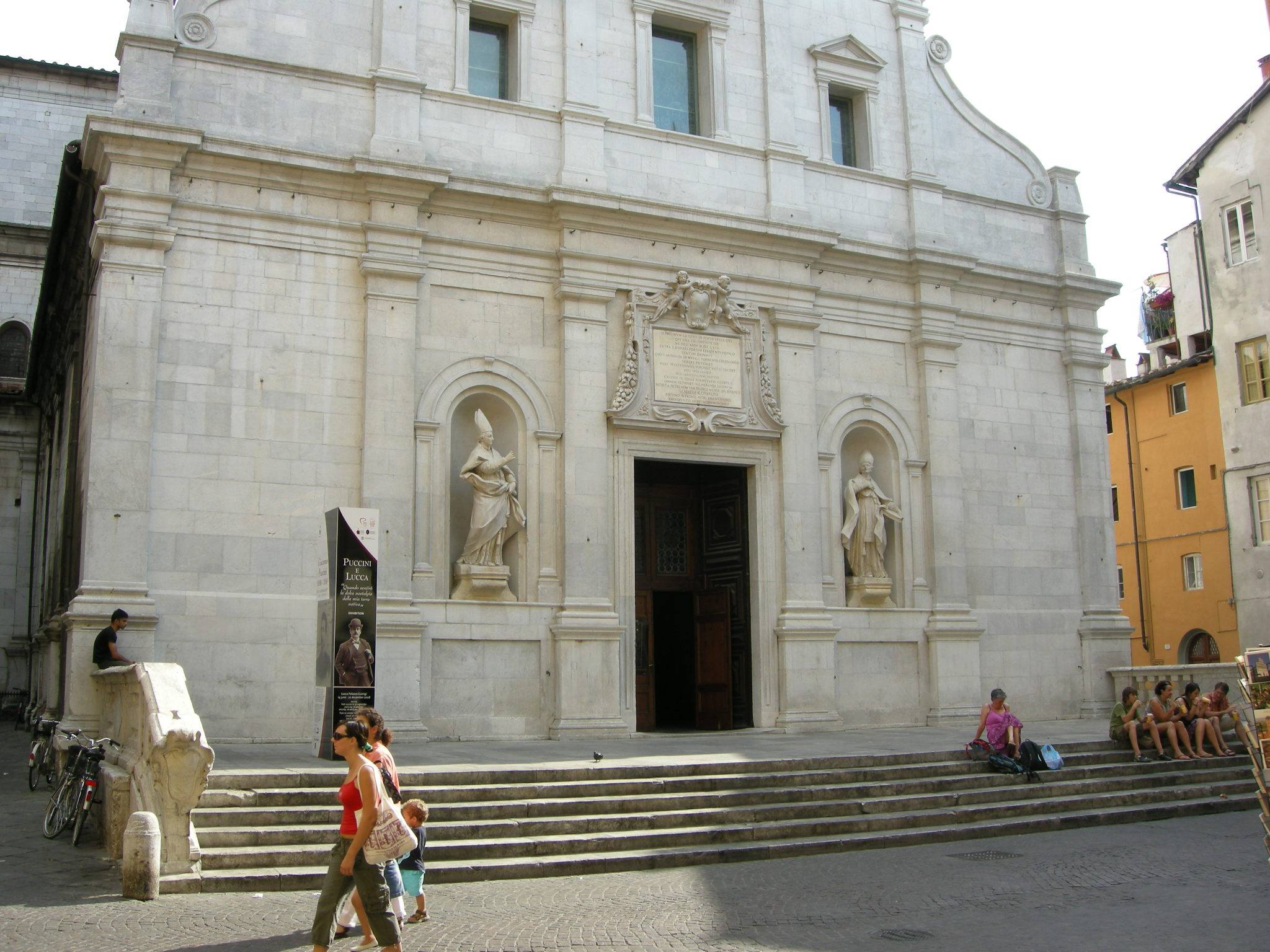
Sacrato
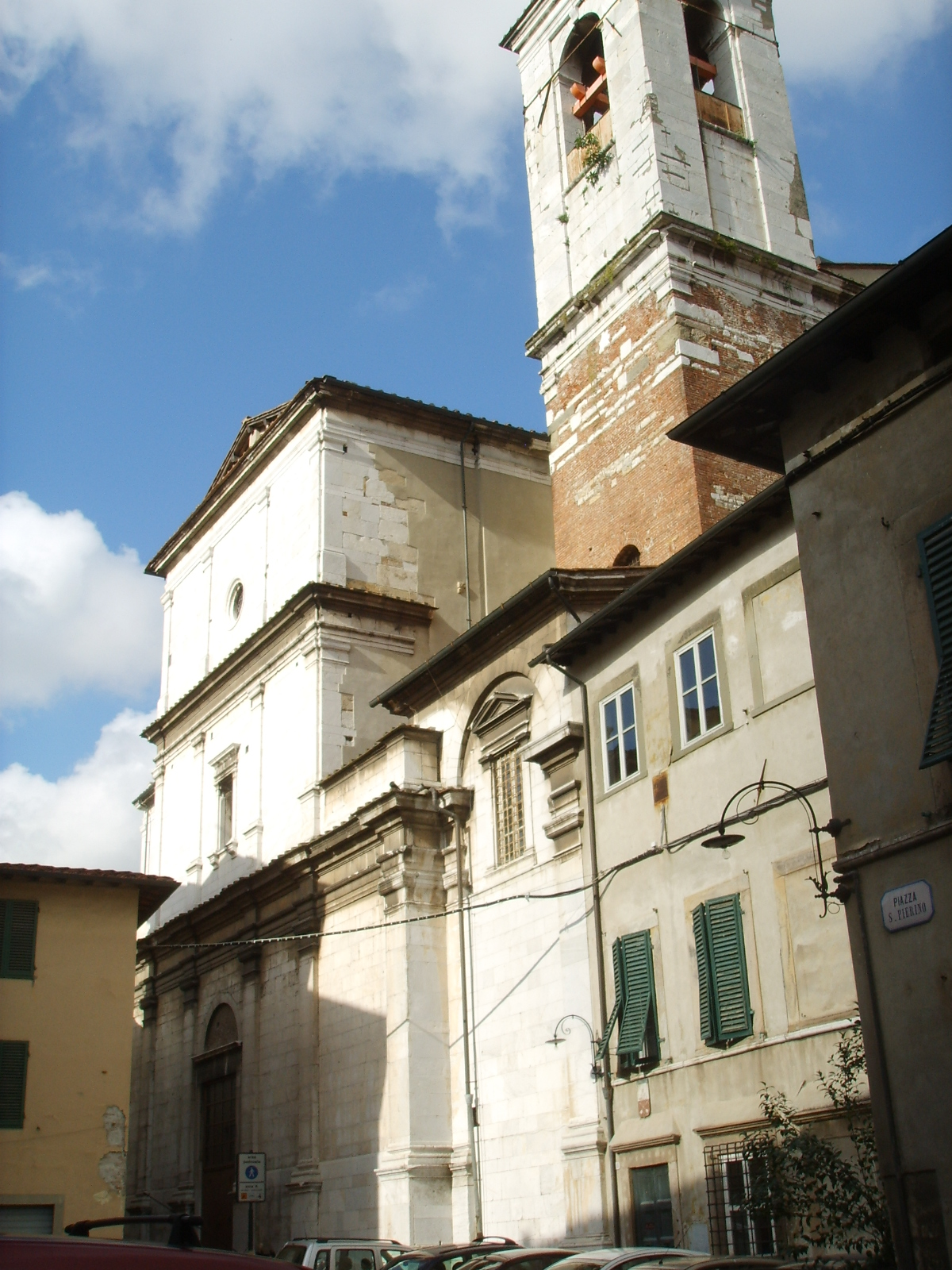
Retro
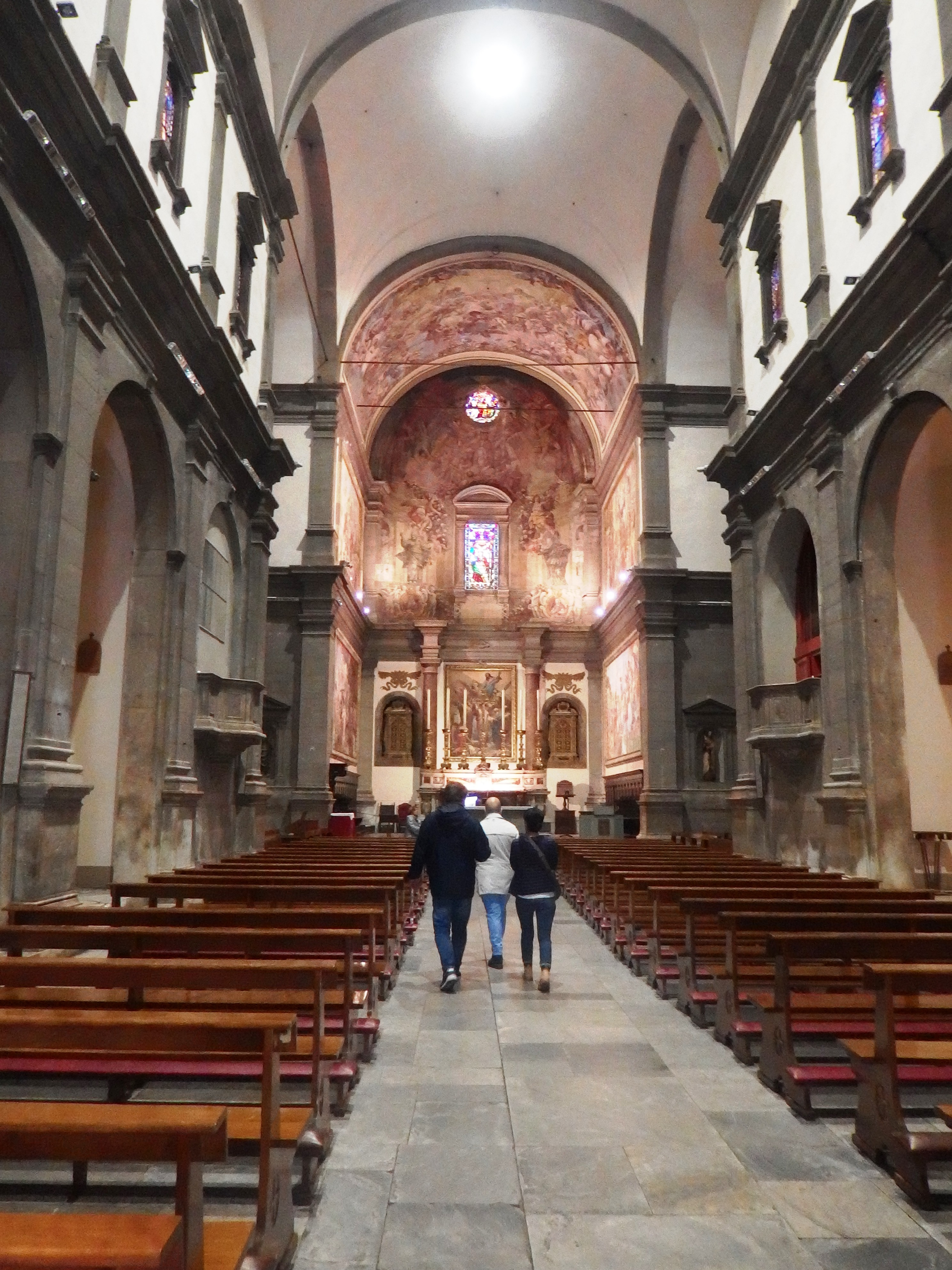
Aula
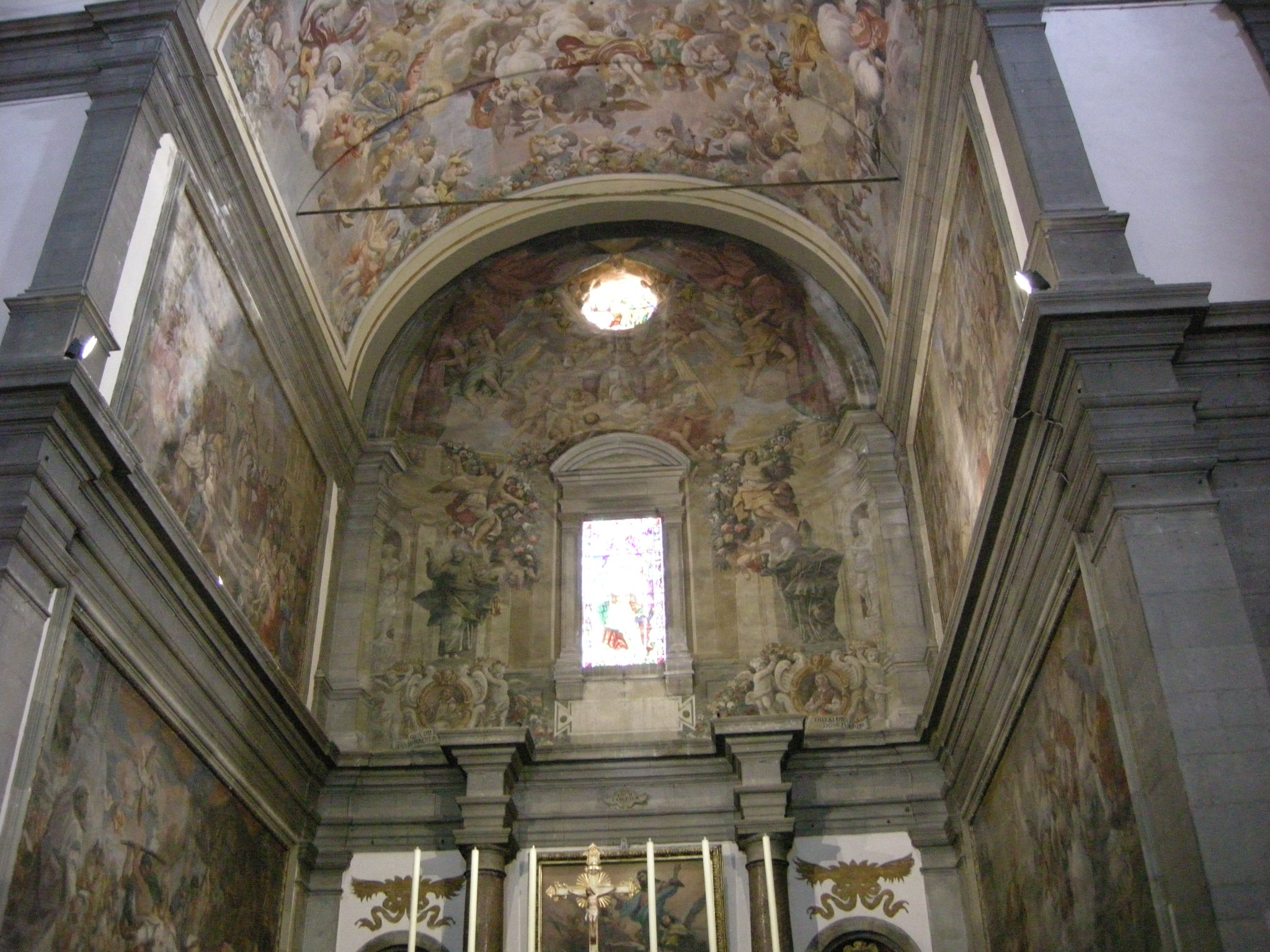
Affreschi nell'area del presbiterio
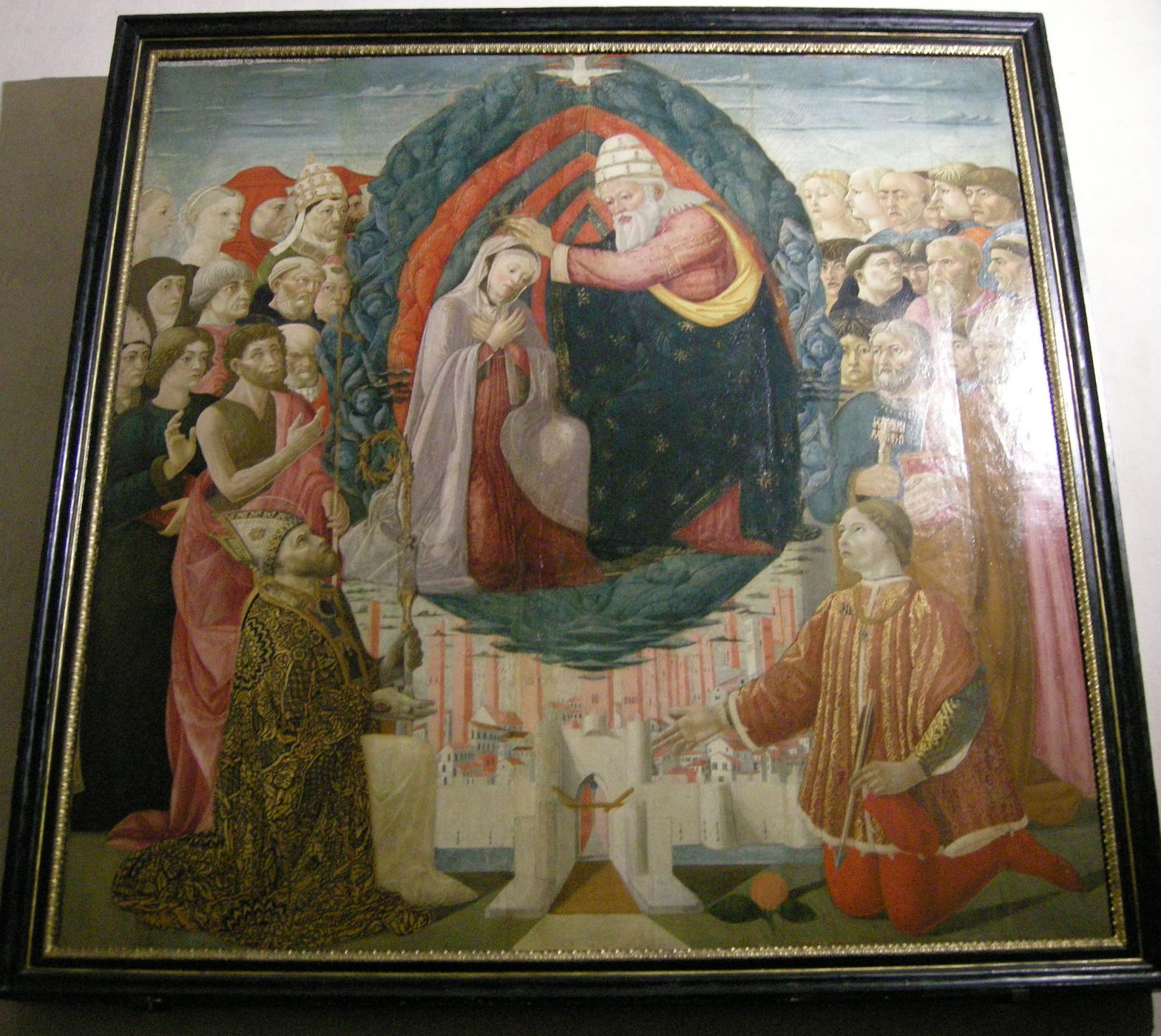
Dipinto con l' Incoronazione della Vergine e Santi